# HD 149382
Désignations
HD 149382 est une étoile située dans la constellation d'Ophiuchus dont la magnitude apparente est de +8,94. Elle n'est pas visible à l'œil nu, même dans des conditions idéales, mais peut être observée avec un petit télescope. Selon les mesures de sa parallaxe, l'étoile est située à une distance d'environ 75,5 pc (∼246 al) de la Terre.
HD 149382 est la plus brillante étoile sous-naine de type B répertoriée et est de type spectral B5 VI. Son énergie provient de la fusion thermonucléaire de l'hélium au sein de son noyau (réaction triple alpha). La température effective de l'enveloppe externe de l'étoile est d'environ 35 500 kelvins, lui donnant une teinte bleu-blanc caractéristique d'une étoile de type B. Elle possède un compagnon situé à une distance angulaire d'une seconde d'arc.
En 2009, un objet substellaire, peut-être une super-Jupiter, a été repéré en orbite autour de HD 149382. Cet objet possède une masse estimée à la moitié de la masse du Soleil. En 2011, cette découverte a été remise en question par une équipe d'astronomes indépendante, n'étant pas parvenue à confirmer la détection. Leurs observations excluent tout objet possédant une masse supérieure à celle de Jupiter et dont la période de révolution est inférieure à 28 jours.